# Flexamia collorum
Flexamia collorum är en insektsart som beskrevs av Whitcomb och Hicks 1988. Flexamia collorum ingår i släktet Flexamia och familjen dvärgstritar. Inga underarter finns listade i Catalogue of Life.